# Tysklands Grand Prix 1963
Tysklands Grand Prix 1963 var det sjätte av tio lopp ingående i formel 1-VM 1963.  

## Resultat
1. John Surtees, Ferrari, 9 poäng
2. Jim Clark, Lotus-Climax, 6
3. Richie Ginther, BRM, 4
4. Gerhard Mitter, Ecurie Maarsbergen (Porsche), 3
5. Jim Hall, BRP (Lotus-BRM), 2
6. Joakim Bonnier, R R C Walker (Cooper-Climax), 1
7. Jack Brabham, Brabham-Climax
8. Trevor Taylor, Lotus-Climax
9. Jo Siffert, Siffert Racing Team (Lotus-BRM) (varv 10, differential)
10. Bernard Collomb, Bernard Collomb (Lotus-Climax)

### Förare som bröt loppet
- Carel Godin de Beaufort, Ecurie Maarsbergen (Porsche) (varv 9, hjul)
- Tony Maggs, Cooper-Climax (7, motor)
- Dan Gurney, Brabham-Climax (6, växellåda)
- Mario Araujo de Cabral, Scuderia Centro Sud (Cooper-Climax) (6, växellåda)
- Ian Burgess, Scirocco-BRM (5, styrning)
- Tony Settember, Scirocco-BRM (5, olycka)
- Bruce McLaren, Cooper-Climax (3, olycka)
- Graham Hill, BRM (2, växellåda)
- Chris Amon, Reg Parnell (Lola-Climax) (1, olycka)
- Willy Mairesse, Ferrari (1, olycka)
- Innes Ireland, BRP (Lotus-BRM) (1, olycka)
- Lorenzo Bandini, Scuderia Centro Sud (BRM) (0, olycka)

### Förare som ej kvalificerade sig
- André Pilette, Tim Parnell (Lotus-Climax)
- Ian Raby, Ian Raby Racing (Gilby-BRM)
- Tim Parnell, Tim Parnell (Lotus-Climax)
- Kurt Kuhnke, Kurt Kuhnke (Lotus-Borgward)